# Vlečný kabel

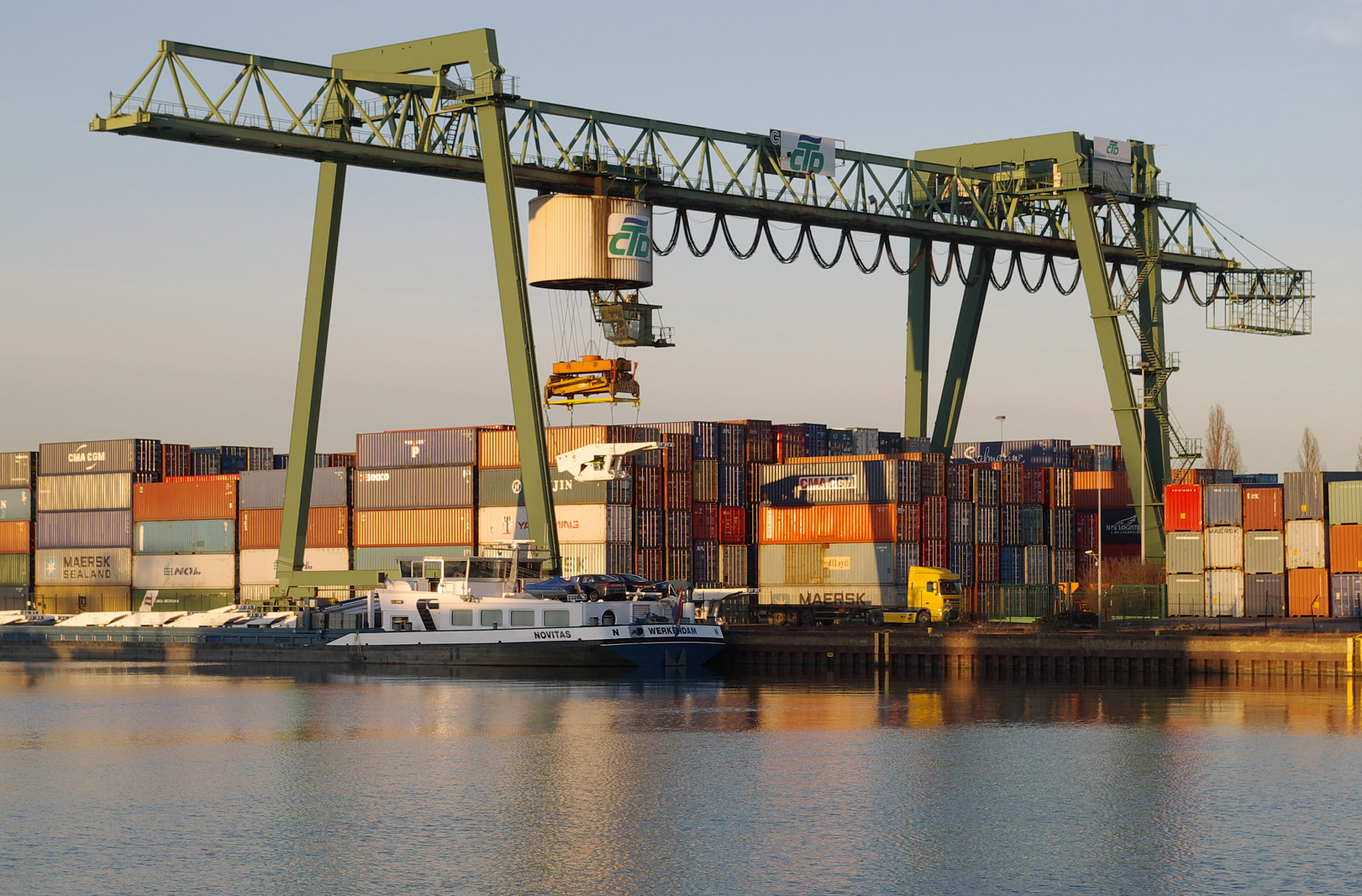
Kontejnerový jeřáb v dortmundském přístavu; pod nosnou konstrukcí jeřábové kočky jsou vidět smyčky závěsného shrnovacího kabelu napájení

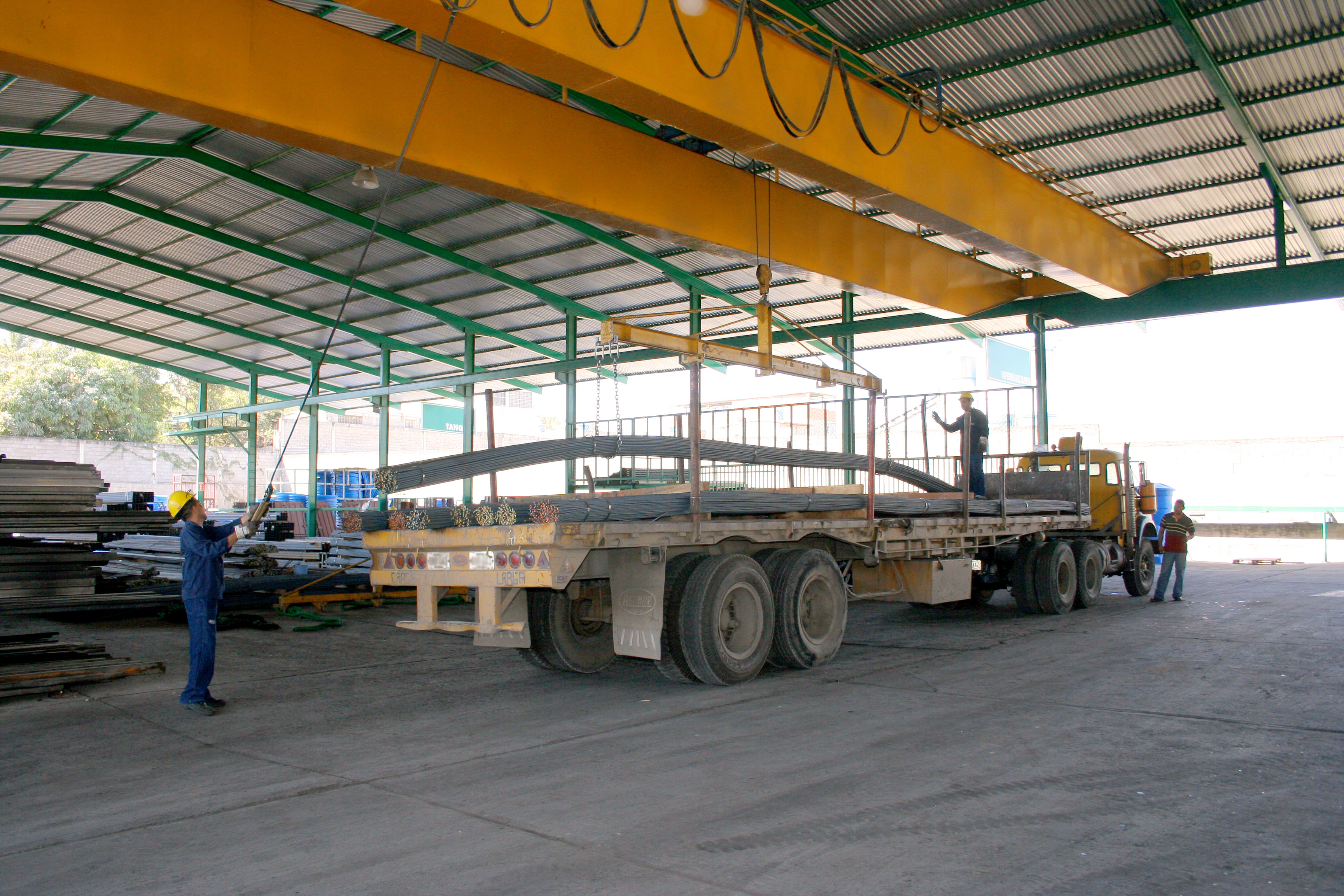
Mostový jeřáb uvnitř tovární haly; smyčky závěsného shrnovacího kabelu jsou vidět před žlutým nosníkem

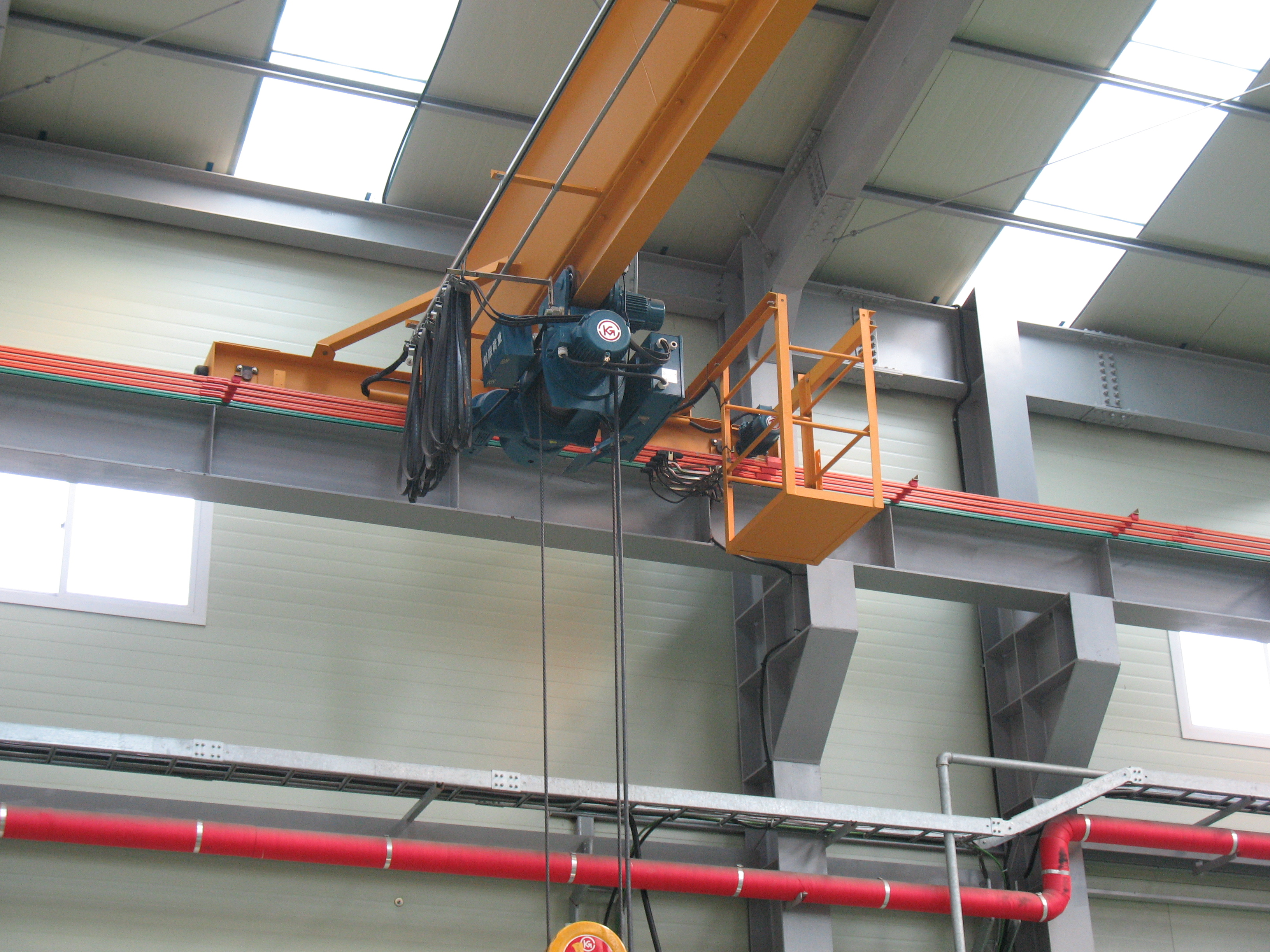
Na mostovém jeřábu je zřetelné napájení jeřábové kočky závěsným shrnovacím kabelem. Celý most je ale napájen z pevného trolejového vedení sběrači

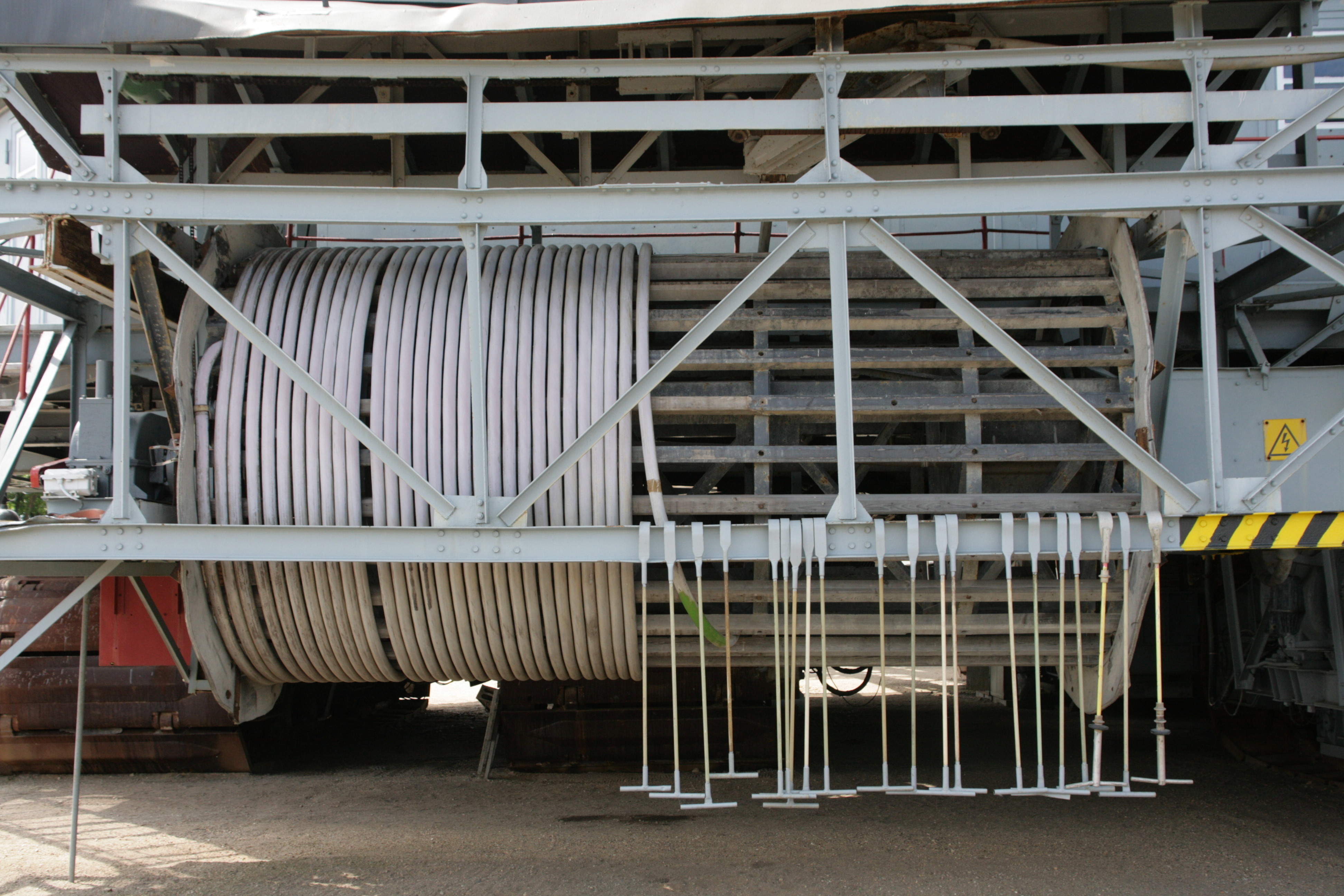
Buben pro navíjení vlečného kabelu na kolesovém rypadle

Vlečný kabel je systém elektrického propojení vzájemně se pohybujících strojních dílů kabelem. Elektricky je kabel na obou koncích pevně zapojen, jeho délka se nemění, pouze se skládá do smyček připomínajících girlandu. Sestava kabelu s upevňovacími prvky a vedením se nazývá také kabelová vlečka.

## Konstrukce
Vlečný kabel není nesen,ale je vlečen v kabelovém žlabu. Kabelové vozíky slouží pro co nejmenší mechanické zatížení kabelu a zabraňují díky pevnému vedení ve směru kolmém na směr pohybu kabelu zkroucení nebo zamotání kabelu. Kabel je k jednotlivým kabelovým vozíkům připevněn svorkami, takže délka kabelu mezi vozíky zůstává stejná. Při proměnlivé vzdálenosti strojních dílů zůstává kabel prověšený mezi kabelovými vozíky jako girlanda.
Často jsou kabely připevněny sponami k pásům nebo lanům, které je dále zpevňují. Někdy jsou systémy vlečných kabelů doplněny hadicemi pro přívod tlakového vzduchu nebo kapalin, případně optickými kabely.
U strojů, kde je vzdálenost pohybujících se částí malá, se využívají spíše energetické řetězy. Ty kabel nejen precizně vedou, ale také ho jen minimálně zatěžují. Je-li požadován přenos řídicích, nebo všeobecně datových signálů, může být kabel nahrazen bezdrátovým přenosem.
Elektrické kabely používané pro vlečné spojení mají laněné jádro, přednostně měděné, také plast použitý na izolaci žil i na opláštění musí snášet mnohonásobné opakované ohýbání. Kabely určené pro vlečné spojení jsou přímo vyvíjeny pro tento účel. Často jsou používány ploché kabely.

## Příbuzné konstrukční řešení
U dopravních prostředků a strojů se zvláště těžkými silovými kabely se využívají také navijáky. Kabel, který by jinak ležel na zemi, se navíjí na buben, který je součástí stroje. V takovém systému napájení může být pevně zapojen pouze jeden konec kabelu, a to ten, který je spojen s pevným rozvodem v budově. Konec upevněný k bubnu je ukončen na soustavě vzájemně pohyblivých kontaktů, obvyklé názvy jsou: rotační translátor, kroužkové sběrače. Buben se zásobou kabelu je nesen strojem, který napájí.

## Příklady použití
- U mostových a portálových jeřábů slouží závěsný shrnovací kabel pro silové napájení motorů jeřábové kočky a pro přenos řídicích signálů. Most (nosník jeřábové kočky) u mostového jeřábu se ale pohybuje po kolejnicích umístěných ve výšce pod stropem haly nebo na pomocné konstrukci. Pohyby jeřábové kočky po nosníku a nosníku samotného jsou navzájem kolmé a vyžadují další pohyblivé propojení mezi nosníkem a elektrickým rozvodem budovy. To může být zajištěno dalším vlečným kabelem, kabelovým bubnem nebo sběračem proudu s kladkou.
- Kabelovou vlečkou mohou být napájeny manipulátory výrobních linek, u kterých jsou jednotlivé pracovní stanice uspořádány liniově (galvanizační, svařovací, montážní linky).
- Ve výtahových kabinách je pomocí závěsných kabelů napájeno osvětlení a další kabely přenášejí ovládací signály.
- Velké přístavní jeřáby a jeřáby na kontejnerových překladištích mohou mít napájení pohonu vlečným kabelem, který se ukládá na zem a je navíjen navijákem na stroji.
- V povrchových dolech jsou bagry a nakladače napájeny vlečným kabelem navíjeným na kabelový buben na stroji.